# Дань (БПЛА)
«Дань» (укр. Данина) — російський безпілотний літак-мішень багаторазового використання, розроблений Казанським Державним Союзним КБ спортивної авіації (КБСА, пізніше — ОКБ «Сокіл»). Призначений для імітації повітряних цілей, таких як літаки тактичної авіації та крилаті ракети типу «Томагавк», під час тренувань льотчиків, операторів авіаційних ракетних комплексів перехоплення, підрозділів зенітної артилерії та розрахунків зенітно-ракетних комплексів. Серійне виробництво розгорнуто з 1993 року на Оренбурзькому виробничому об'єднанні «Стріла».

## Історія створення та розвитку
Комплекс повітряної мішені «Дань» був створений Казанським Державним Союзним КБ спортивної авіації (пізніше — ОКБ «Сокіл») для забезпечення бойової підготовки військ та випробувань систем озброєння. Літак-мішень розрахований на багаторазове застосування (до 10 разів).

### Модернізація «Дань-М»
На початку 2000-х років ОКБ «Сокіл» розпочало модернізацію комплексу до версії «Дань-М». Модернізація передбачала повну заміну бортового обладнання та системи управління з переходом на нову елементну базу, при цьому планер та двигун залишалися від старої модифікації. Це дозволило розширити функціональні можливості мішені. «Дань-М» отримала можливість імітувати груповий наліт до 10 літальних апаратів, що дозволяє відтворювати складну повітряну обстановку для випробувань систем ППО та бортового озброєння авіаційних комплексів нового покоління. Державні випробування «Дань-М» планувалося завершити до 2009 року.

### ВМ «Дань» М з двигуном МГТД-125Е
У вересні 2020 року Фонд перспективних досліджень (ФПД) повідомив про успішні випробування в Астраханській області безпілотного літального апарату (БЛА) ВМ «Дань» М, оснащеного новим двигуном МГТД-125Е. Особливістю цього двигуна є те, що його основні елементи (деталі камери згоряння, соплового апарату, реактивного сопла та вхідної частини) були виготовлені за допомогою адитивних технологій (3D-друк) з російських металопорошкових високожароміцних композицій алюмінієвих, нікелевих та кобальтових сплавів, розроблених Всеросійським науково-дослідним інститутом авіаційних матеріалів (ФДУП «ВІАМ»).
Силова установка МГТД-125Е була розроблена АТ НВО «ОКБ ім. М. П. Симонова» в рамках спільного проєкту ФПД, ФДУП «ВІАМ» та АТ НВО «ОКБ ім. М. П. Симонова». При масі 22 кг двигун розвиває тягу 125 кгс. Перший демонстраційний політ БЛА ВМ «Дань» М тривав 19 хвилин, апарат досяг максимальної швидкості 676 км/год на висоті понад 2000 метрів. Злітна маса ВМ «Дань» М становить 370 кг. Застосування адитивних технологій дозволило скоротити час виготовлення основних елементів двигунів до 20 разів при дворазовому зниженні вартості організації виробництва. Початок серійного виробництва двигунів лінійки, до якої входить МГТД-125Е, було заплановано на 2021—2022 роки.

## Застосування
29 травня 2025 року один з дронів «Дань-М» був збитий новим мобільним зенітно-ракетними комплексом, оснащеними ракетами Р-73 на Одещині в акваторії Чорного моря.

## Конструкція
Літак-мішень «Дань» виконаний за нормальною аеродинамічною схемою з прямим средньорозташованим крилом і турбореактивним двигуном МД-120 у хвостовій частині фюзеляжу.
Старт мішені здійснюється з наземної пускової установки за допомогою порохового прискорювача. Посадка здійснюється на парашуті на спеціальну надувну конструкцію. Парашутна система ПСА-16925-82 розроблена НДІ парашутобудування (м. Москва, Росія).
Комбінована система управління мішені дозволяє виконувати політ за заданою програмою або використовувати телеуправління по радіоканалу. Типовий профіль польоту мішені може включати в будь-якій послідовності набір висоти, пікірування з переходом в кабрування, горизонтальну «змійку», серію поворотів, політ на малій висоті.
При відпрацюванні систем озброєння в складній завадовій обстановці або в умовах створення штучних завад можливе встановлення постановника завад, радіотехнічного імітатора цілі та системи визначення промаху. За вимогою замовника для використання мішені як уніфікованого носія може встановлюватися радіолокатор бічного огляду та багатоканальний радіометр, при цьому наземні засоби управління допрацьовуються шляхом введення пункту прийому та дешифрування інформації.

## Склад комплексу
До складу комплексу безпілотної мішені «Дань» входять:
- Літальний апарат — повітряна мішень «Дань».
- Наземні засоби управління: призначені для управління польотом мішені або групи мішеней, прийому, відображення та документування телеметричної, а також зовнішньотраєкторної інформації, забезпечення зв'язку з командним пунктом полігону та засобами наземного обслуговування комплексу.
- Засоби наземного обслуговування:
  - пускові установки;
  - засоби повітряного запуску двигуна;
  - наземна автоматизована система контролю;
  - транспортно-заряджальна машина (ТЗМ);
  - комплект технологічного обладнання для підготовки та пусків мішені, зокрема для підготовки до повторного застосування.

Повернення мішені після посадки може виконуватися за допомогою ТЗМ або вертольотом Мі-8МТ, укомплектованим системою пошуку мішені.

## Модифікації
- Дань — базова версія літака-мішені.
- Дань-М — модернізована версія з повністю заміненим бортовим обладнанням та системою управління на новій елементній базі. Маса 350—400 кг, максимальний радіус дії 680 км, тривалість польоту до 70 хвилин на висотах від 50 до 9000 метрів. Ефективна поверхня розсіювання (ЕПР) 0,1-0,22 м², може бути збільшена до 1,4-25 м² за допомогою спеціальних радіовипромінювачів[4].
- ВМ «Дань» М — модифікація з двигуном МГТД-125Е, основні елементи якого виготовлені за адитивними технологіями. Злітна маса 370 кг.
- Зениця — оперативно-тактична безпілотна система наземного та повітряного старту, розроблена на базі «Дань». Цей проєкт фігурував у розслідуванні щодо можливого нецільового використання коштів, оскільки «Зениця» була майже копією серійної мішені «Дань»[3].

## Технічні характеристики
| Характеристика                               | Дань (базова)              | ВМ «Дань» М                                   |
| -------------------------------------------- | -------------------------- | --------------------------------------------- |
| Розробник                                    | ОКБ «Сокіл»                | ОКБ «Сокіл» / ОКБ ім. М. П. Симонова (двигун) |
| Довжина, м                                   | 4,65–4,9                   | н/д                                           |
| Розмах крила, м                              | 2,7 (2,683)                | н/д                                           |
| Висота, м                                    | 0,815                      | н/д                                           |
| Злітна маса, кг                              | 345 (avia.ru: до 345)      | 370                                           |
| Двигун                                       | 1 × ТРД МД-120             | 1 × МГТД-125Е                                 |
| Тяга, кгс                                    | 120                        | 125                                           |
| Маса двигуна, кг                             | н/д                        | 22                                            |
| Тип стартового прискорювача                  | пороховий                  | пороховий (імовірно)                          |
| Швидкість горизонтального польоту, км/год    | 300–710 (avia.ru: 400—750) | до 676                                        |
| Висота польоту, м                            | 50–9000                    | >2000 (під час демонстраційного польоту)      |
| Максимальні експлуатаційні перевантаження, g | +9 / -3                    | н/д                                           |
| Тривалість польоту, хв                       | 25–40 (avia.ru: 25–70)     | 19 (під час демонстраційного польоту)         |
| Кількість застосувань                        | до 10                      | до 10 (імовірно)                              |